# Еє-Коттон
Еє́-Котто́н (фр. Heuilley-Cotton) — колишній муніципалітет у Франції, у регіоні Гранд-Ест, департамент Верхня Марна. Населення — 279 осіб (2011).
Муніципалітет був розташований на відстані близько 260 км на південний схід від Парижа, 155 км на південний схід від Шалон-ан-Шампань, 45 км на південний схід від Шомона.

## Історія
До 2015 року муніципалітет перебував у складі регіону Шампань-Арденни. Від 1 січня 2016 року належав до нового об'єднаного регіону Гранд-Ест.
1 січня 2016 року Еє-Коттон було приєднано до муніципалітету Вільгюзьян-ле-Лак.

## Демографія
Динаміка населення (INSEE ):
Розподіл населення за віком та статтю (2006):
| Стать | Всього | До 15 років | 15-24 | 25-44 | 45-64 | 65-85 | Понад 85 |
| --- | ------ | ----------- | ----- | ----- | ----- | ----- | -------- |
| Чоловіки | 156    | 24          | 20    | 20    | 48    | 40    | 4        |
| Жінки | 112    | 24          | 12    | 16    | 40    | 12    | 8        |
| \| Статево-вікова піраміда \| Статево-вікова піраміда \| Статево-вікова піраміда \| \| ----------------------- \| ----------------------- \| ----------------------- \| \| Чоловіки \| Вік \| Жінки \| \| 4 \| 85 + \| 8 \| \| 8 \| 80-84 \| 4 \| \| 0 \| 75-79 \| 0 \| \| 16 \| 70-74 \| 0 \| \| 16 \| 65-69 \| 8 \| \| 0 \| 60-64 \| 12 \| \| 8 \| 55-59 \| 8 \| \| 20 \| 50-54 \| 4 \| \| 20 \| 45-49 \| 16 \| \| 4 \| 40-44 \| 8 \| \| 4 \| 35-39 \| 0 \| \| 8 \| 30-34 \| 8 \| \| 4 \| 25-29 \| 0 \| \| 16 \| 20-24 \| 4 \| \| 4 \| 15-20 \| 8 \| \| 12 \| 10-14 \| 4 \| \| 4 \| 5-9 \| 16 \| \| 8 \| 0-4 \| 4 \| |        |             |       |       |       |       |          |
| Статево-вікова піраміда |        |             |       |       |       |       |          |
| Чоловіки | Вік    | Жінки       |       |       |       |       |          |
| 4 | 85 +   | 8           |       |       |       |       |          |
| 8 | 80-84  | 4           |       |       |       |       |          |
| 0 | 75-79  | 0           |       |       |       |       |          |
| 16 | 70-74  | 0           |       |       |       |       |          |
| 16 | 65-69  | 8           |       |       |       |       |          |
| 0 | 60-64  | 12          |       |       |       |       |          |
| 8 | 55-59  | 8           |       |       |       |       |          |
| 20 | 50-54  | 4           |       |       |       |       |          |
| 20 | 45-49  | 16          |       |       |       |       |          |
| 4 | 40-44  | 8           |       |       |       |       |          |
| 4 | 35-39  | 0           |       |       |       |       |          |
| 8 | 30-34  | 8           |       |       |       |       |          |
| 4 | 25-29  | 0           |       |       |       |       |          |
| 16 | 20-24  | 4           |       |       |       |       |          |
| 4 | 15-20  | 8           |       |       |       |       |          |
| 12 | 10-14  | 4           |       |       |       |       |          |
| 4 | 5-9    | 16          |       |       |       |       |          |
| 8 | 0-4    | 4           |       |       |       |       |          |

## Економіка
2010 року серед 172 осіб працездатного віку (15—64 років) 118 були активними, 54 — неактивними (показник активності 68,6%, у 1999 році було 64,7%). З 118 активних мешканців працювало 111 осіб (65 чоловіків та 46 жінок), безробітними було 7 (3 чоловіки та 4 жінки). Серед 54 неактивних 11 осіб було учнями чи студентами, 27 — пенсіонерами, 16 були неактивними з інших причин.

У 2010 році в муніципалітеті числилось 116 оподаткованих домогосподарств, у яких проживали 291,0 особи, медіана доходів виносила 17 604 євро на одного особоспоживача